# The Metropolitan Magazine
The Metropolitan: A monthly journal of literature, science, and the fine arts — лондонский ежемесячный журнал, открытый в мае 1831 года, первоначально редактируемый поэтом Томасом Кэмпбеллом. Затем его выпускал Джеймс Кокрейн.
The Metropolitan Magazine выходил в трёх ежегодных томах из четырёх ежемесячных выпусков до мая 1850 года (номер 229, первый выпуск тома 58). Через год после начала издания он перешёл к Сондерсу и Отли с Кондуит-стрит и выходил в течение 15 лет с мая 1832 года по апрель 1847 года (тома 4-48).

## Редакторы
Кэмпбелл и Сайрус Реддинг были первыми редакторами Metropolitan. Фредерик Марриэт стал редактором в 1832 году. Начиная с шестого тома (1833) журнал стал называться The Metropolitan Magazine. Марриэт назначил писателя Эдварда Ховарда (1793—1841) заместителем редактора в 1833 году: Ховард опубликовал свою полуавтобиографическую «Жизнь помощника редактора» в « Метрополитен» в 1834 году. Хотя Марриэт ушёл с поста редактора в 1835 году, он ещё год поддерживал связь с Metropolitan.

## Авторы
Среди участников журнала были поэт и писатель Джеймс Хогг (1770—1835), который жил с Кокраном и работал в редакции журнала во время своего пребывания в Лондоне в 1832 году, поэтесса Мария Абди (ок. 1800—1867), писателница и поэтесса Иса Благден (1816/17-1873), Элиза Кук, Антонио Галленга, месмерист Спенсер Тимоти Холл (1812—1885), Харгрейв Дженнингс (1817?-1890), философ Томас Чарльз Морган (ок. 1780—1843), и поэтесса и писательница Энни Тинсли (1808—1885). Фредерик Крауч, музыкант и композитор (1808—1896), был музыкальным обозревателем, пока не эмигрировал в Соединенные Штаты в 1849 году. Журнал прекратил выходить в 1850 году.